# Marion (Mississipi)
Marion és una població dels Estats Units a l'estat de Mississipi. Segons el cens del 2000 tenia 1.305 habitants.

## Demografia
Segons el cens del 2000, Marion tenia 1.305 habitants, 468 habitatges, i 324 famílies. La densitat de població era de 173,1 habitants per km².
Dels 468 habitatges en un 42,3% hi vivien nens de menys de 18 anys, en un 37,2% hi vivien parelles casades, en un 28% dones solteres, i en un 30,6% no eren unitats familiars. En el 25% dels habitatges hi vivien persones soles el 6,4% de les quals corresponia a persones de 65 anys o més que vivien soles. El nombre mitjà de persones vivint en cada habitatge era de 2,5 i el nombre mitjà de persones que vivien en cada família era de 3.
Per edats la població es repartia de la següent manera: un 28,4% tenia menys de 18 anys, un 11,3% entre 18 i 24, un 27,4% entre 25 i 44, un 16,6% de 45 a 60 i un 16,4% 65 anys o més.
L'edat mediana era de 31 anys. Per cada 100 dones de 18 o més anys hi havia 62,3 homes.
La renda mediana per habitatge era de 26.413 $ i la renda mediana per família de 28.438 $. Els homes tenien una renda mediana de 27.778 $ mentre que les dones 17.303 $. La renda per capita de la població era de 10.504 $. Entorn del 30,5% de les famílies i el 32,8% de la població estaven per davall del llindar de pobresa.

## Poblacions més properes
El següent diagrama mostra les poblacions més properes.